# Robert Forrer
Pour les articles homonymes, voir Forrer.
Robert Forrer, né à Meilen près de Zurich le 9 janvier 1866 et mort à Strasbourg le 9 avril 1947, est un archéologue, un antiquaire, un collectionneur, un écrivain et un graphiste d'origine suisse, établi à Strasbourg à partir de 1887 et devenu en quelques années une personnalité de premier plan de la vie culturelle et intellectuelle alsacienne. Membre du Kunschthafe. Il prit notamment une part active à la création de la Revue alsacienne illustrée et à celle du Musée alsacien et fut longtemps le conservateur bénévole du Musée préhistorique et gallo-romain, futur Musée archéologique de Strasbourg. Passionné par le Moyen Âge, il constitua d'importantes collections personnelles liées à cette période. Il collectionna également – et créa lui-même – des cartes de vœux et des ex-libris.

## Biographie
Robert Forrer est l'époux de Émilie Hager enterrée au cimetière Saint Gall à Strasbourg Koenigshoffen, avec laquelle il a eu 5 enfants, Clara décédée enfant enterrée avec sa mère au cimetière Saint Gall, Robert Forrer junior, physicien, organiste et sculpteur, Emil, Odile et Maria. Il est le père d'Odile Forrer, épouse de l'archéologue français Claude Frédéric-Armand Schaeffer (découvreur notamment d'Ougarit).
 
Claude Armand Schaeffer a été l'assistant de son beau-père Robert Forrer, plus tard il a fait ajouter officiellement le nom Forrer à son patronyme Claude Schaeffer-Forrer
Robert Forrer est inhumé au cimetière Nord de Strasbourg, dans le quartier de Robertsau.
Robert Heitz réalisa son portrait au crayon vers 1926.

## Hommages
Une rue de Strasbourg s'ouvrant sur la rue du Schnokeloch dans le quartier de Koenigshoffen porte son nom.
Une avenue à Six-Fours-les-Plages dans le Var porte son nom.

## Œuvres
- Die Zeugdrucke der byzantinischen, romanischen, gotischen und späteren Kunstepochen, Strasbourg, 1894
- Die Kunst des Zeugdrucks vom Mittelalter bis zur Empirezeit, Strasbourg, 1898
- Der Odilienberg : seine vorgeschichtlichen Denkmäler und mittelalterlichen Baureste, seine Geschichte und seine Legenden, 1899
- Geschichte der europäischen Fliesen-Keramik vom Mittelalter bis zum Jahre 1900, 1901
- Reallexikon der prähistorischen, klassischen und frühchristlichen Altertümer, 1907
- Urgeschichte des Europäers von der Menschwerdung bis zum Anbruch der Geschichte, 1908
- Notices de numismatique alsacienne dédiées au Cercle numismatique d'Alsace, 1928
- La statue « Vénus sortant des flots » à l'entrée de l'île du Gaou dit « petit Gaou » au Brusc, hameau de la commune de Six-Fours-les-Plages dans le Var, étant l’œuvre de son fils, Robert Forrer junior.